# Herakliusz (cesarz bizantyński)
Herakliusz (łac. Flavius Heraclius, gr. Ἡράκλειος – Herakleios, arab. ‏هرقل‎; ur. ok. 574, zm. 11 lutego 641) – cesarz wschodniorzymski (bizantyjski) panujący w latach 610–641. Syn Herakliusza, egzarchy Kartaginy. Założyciel dynastii heraklijskiej.
Herakliusza często uważa się za pierwszego cesarza bizantyńskiego, a nie wschodniorzymskiego, ponieważ zastąpił on używany dotąd łaciński tytuł cesarski caesar imperator augustus greckim terminem basileus oraz zastąpił łacinę używaną w roli języka urzędowego greką.

## Droga do władzy
Herakliusz rozpoczął drogę do korony cesarskiej, kiedy jego ojciec, Herakliusz Starszy, egzarcha Kartaginy, w roku 608 wszczął rewoltę przeciw niepopularnemu uzurpatorowi Fokasowi. Ten sześć lat wcześniej obalił prawowitego władcę, Maurycjusza. Młodszy syn Herakliusza Starszego, Niketas, ruszył z wojskami na Egipt i odbił go z rąk sił Fokasa. Sam przyszły cesarz Herakliusz ruszył na wschód przez Sycylię i Cypr. W 610 Herakliusz zjawił się w Konstantynopolu. Po wejściu w układy ze stołeczną arystokracją, został koronowany na cesarza. Uzurpator Fokas został obalony, a śmierć prawowitego cesarza Maurycjusza zamordowanego w roku 602 pomszczona.

## Wojna z Persją
Herakliusz objął rządy cesarstwa w momencie, kiedy państwo stało na granicy upadku. Na skutek rewolty Fokasa granica na Dunaju została pozbawiona obrońców wystawiając prowincje bałkańskie na niełaskę wojsk inwazyjnych Awarów. Król perski Chosroes II już wcześniej wystąpił przeciwko Fokasowi jako mściciel swojego przyjaciela, obalonego cesarza Maurycjusza, chcąc umieścić na tronie jego domniemanego syna, Teodozjusza, który przebywał na dworze perskim i najprawdopodobniej był samozwańcem. Wykorzystując osłabienie państwa w czasie wojny domowej między Herakliuszem i Fokasem, Chosroes zajął część wschodnich prowincji imperium. W 611 Persowie zajęli bizantyjską Antiochię Syryjską, jedno z największych miast cesarstwa. W 614 wódz Chosroesa II – Szachin wkroczył do Chalcedonu, miasta leżącego po drugiej stronie Bosforu, naprzeciw Konstanynopola. W 613 Persowie z pomocą Żydów zdobyli Damaszek, w 614 padła także Jerozolima, a tamtejszy patriarcha Zachariasz wraz z 35 tysiącami chrześcijan został uprowadzony, żołnierze perscy zabrali relikwie Krzyża Świętego. W 615 wojska cesarskie poniosły porażkę z rąk króla wizygockiego Sisebuta na Półwyspie Iberyjskim. W latach 617–619 Herakliusz zmagał się z uzurpacją egzarchy Rawenny Eleuteriosa. W 619 upadła Aleksandria. Żydzi, którzy widzieli w Persach swoich wyzwolicieli, rozpoczęli grabież chrześcijańskich posiadłości, mordowanie i sprzedawanie w niewolę chrześcijan oraz odbudowę Świątyni Heroda w Jerozolimie. Wkrótce jednak Persowie zmienili politykę wobec wyznawców Chrystusa. Wezyrem na dworze perskiego monarchy został chrześcijanin Jazid. Poparto monofizytów, którzy wygnali duchownych uznających kanony soboru chalcedońskiego. W tym samym czasie (626) cesarstwo zaatakowali także Awarowie.
Sytuacja militarna była tak ciężka, że Herakliusz planował przeniesienie stolicy do Kartaginy i zużycie bogactw Kościoła na prowadzenie wojny. Patriarcha Sergiusz oddał cesarzowi skarbiec patriarchalny, ale sprzeciwił się przeniesieniu stolicy do Kartaginy.
Po zreformowaniu armii cesarz sam ruszył na czele wyprawy przeciw Persom w roku 621, będąc pierwszym od czasów Teodozjusza I cesarzem bezpośrednio dowodzącym w polu. Ufny w potęgę murów obronnych Konstantynopola, zostawił miasto, a sam z 50-tysięczną armią przeprawił się przez Azję Mniejszą i ruszył na wschód. W roku 626 Konstantynopol został oblężony przez Awarów, którym na pomoc usiłowali przyjść Persowie przekraczając Bosfor. Bizantyjska flota uniemożliwiła przeprawę sił perskich, zaś Awarowie wkrótce wycofali się, aby stawić czoła Chorwatom atakującym Dalmację.
Tymczasem Herakliusz z wojskiem dotarł w głąb ziem perskich. W 627 roku w bitwie pod Niniwą 70-tysięczna armia Herakliusza rozgromiła perską armię pod wodzą Razatesa, który poniósł śmierć z rąk samego cesarza. Chosroes wciąż nie zgadzał się na zawarcie pokoju, wobec czego Herakliusz ruszył na perską stolicę Ktezyfont. Perska arystokracja obaliła Chosroesa. Było to największe zwycięstwo, jakie odnieśli Rzymianie nad Persami w kilkusetletniej historii konfliktu. Po śmierci Chosroesa II jego następca Kawad II zawarł z Bizancjum pokój. Herakliusz odzyskał zrabowane kilkanaście lat wcześniej relikwie Krzyża Świętego i wraz z żoną Martyną odwiózł je do Jerozolimy.

## Schyłek rządów

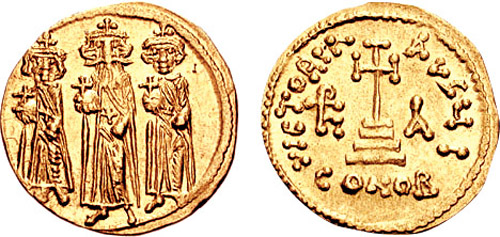
Solid przedstawiający Herakliusza, Konstantyna III i Herakleonasa

Wkrótce na cesarstwo spadła inwazja arabska. Osłabione wieloletnią wojną i sporami natury religijno-narodowej państwo nie było w stanie oprzeć się nowym wrogom. W 635 Chalid ibn al-Walid zdobył Damaszek i Emesę, a w 636 wojska cesarskie przegrały bitwę nad rzeką Jarmuk. W 638, po 7-miesięcznym oblężeniu, patriarcha Jerozolimy Sofroniusz poddał miasto kalifowi Umarowi. W 640 padła Cezarea Nadmorska, a w 640 pod Heliopolis w Egipcie brat cesarski Teodor poniósł klęskę z rąk wodza Amr Ibn al-Asa. W 641 patriarcha Aleksandrii Cyrus wynegocjował, bez zgody cesarza, 11-miesięczny rozejm, w czasie którego wojska bizantyjskie się wycofały. Herakliusz nie dożył tego – zmarł 11 lutego 641.
Herakliusz miał dwie żony: Eudokię, którą poślubił w dniu koronacji, i Martynę (siostrzenicę), poślubioną po śmierci pierwszej żony w 612 – małżeństwu temu bezskutecznie sprzeciwiał się patriarcha Konstantynopola Sergiusz. Z pierwszą żoną miał syna – Konstantyna III, a z drugą – Herakleonasa.

## Polityka religijna
Cesarz prowadził aktywną politykę religijną – popierał doktrynę monoteletyzmu, stworzoną przez patriarchę Sergiusza, mającą pojednać herezję monofizytów z państwem i Kościołem. W 638 cesarz wydał Ekthesis – edykt narzucający monoteletyzm: zakazał on poglądu o dwóch działaniach w Jezusie, a narzucał (potępioną później) tezę, iż Jezus miał jedną bosko-ludzką wolę i działanie. Idea pojednania ortodoksji i herezji okazała się wkrótce bezprzedmiotowa, gdyż Arabowie odebrali cesarstwu prowincje, które zamieszkiwali heretyccy monofizyci. Nie zrealizowano także edyktu nakazującego żydom chrzest i porzucenie wiary przodków, choć kilka tysięcy żydów wybrało przejście na chrześcijaństwo.